# Liste des leitmotive de L'Anneau du Nibelung
Cet article dresse la liste des leitmotive de l'Anneau du Nibelung de Richard Wagner.

## Liste
| N°  | N° | Nom                                            | Partition |
| --- | -- | ---------------------------------------------- | --------- |
| 1   | 25 | Le Rhin en tant qu'élément naturel et originel |           |
| 2   |    | Le Rhin (autre version)                        |           |
| 3   | 18 | Erda, la sagesse de la terre                   |           |
| 4   | 5  | Le déclin des Dieux Götterdämmerung            |           |
| 5   |    | Le déclin des Dieux (autre forme)              |           |
| 5a  |    | Le déclin l'ordre ancien Götternoth            |           |
| 6   | 10 | Freia amoureuse                                |           |
| 7   |    | Freia joyeuse                                  |           |
| 8   | 2  | L'anneau, la puissance de l'anneau             |           |
| 8a  |    | L'anneau comme sujet sous-jacent               |           |
| 8b  |    | L'anneau comme sujet sous-jacent               |           |
| 9   |    |                                                |           |
| 10  |    | La corde des Nornes                            |           |
| 11  |    | L'expiation                                    |           |
| 12  |    | L'obligation                                   |           |
| 13  | 17 | La malédiction de l'anneau                     |           |
| 14  |    | Les traités de Wotan                           |           |
| 15  |    | Le souhait d'Alberich                          |           |
| 16  |    | Le sommeil magique                             |           |
| 17  |    | Le voyageur                                    |           |
| 18  |    | Le Tarnhelm, le pouvoir du casque              |           |
| 19  |    | La potion magique                              |           |
| 20  |    | Le feu de Loge                                 |           |
| 20a |    | Le feu de Loge (autre version)                 |           |
| 20b |    | Le feu de Loge (autre version)                 |           |
| 20c |    | Le feu de Loge (autre version)                 |           |
| 21  |    | Loge ambivalent                                |           |
| 21a |    |                                                |           |
| 22  |    | Les Walkiries                                  |           |
| 22a |    | Les Walkiries                                  |           |
| 22b |    | Les Walkiries                                  |           |
| 23  |    | Les Nornes                                     |           |
| 24  |    | L'obscurité                                    |           |
| 26  | 8  | Les filles du Rhin                             |           |
| 27  |    | L'oiseau de la forêt                           |           |
| 27a |    | L'oiseau de la forêt                           |           |
| 28  |    | Le délice innocent                             |           |
| 29  |    | Les murmures de la forêt                       |           |
| 30  |    | Le sommeil innocent                            |           |
| 31  | 19 | L'Or du Rhin                                   |           |
| 32  |    | Les filles du Rhin                             |           |
| 33  |    |                                                |           |
| 34  |    |                                                |           |
| 35  | 31 | Siegmund                                       |           |
| 35a |    | Siegmund                                       |           |
| 36  |    | Sieglinde                                      |           |
| 37  | 33 | L'Amour des jumeaux                            |           |
| 37a |    |                                                |           |
| 38  |    | La félicité                                    |           |
| 38a |    |                                                |           |
| 38b |    |                                                |           |
| 39  |    | Le philtre d'amour                             |           |
| 40  |    | Gutrune                                        |           |
| 41  |    | L'appel au mariage                             |           |
| 42  |    | Les promesses                                  |           |
| 42a |    |                                                |           |
| 43  |    | L'épée Nothung                                 |           |
| 44  |    | L'or                                           |           |
| 45  | 13 | Le Glaive                                      |           |
| 46  |    | L'incantation du tonnerre                      |           |
| 47  |    | La masculinité des Walkyries                   |           |
| 48  |    | L'appel de cor de Siegfried                    |           |
| 49  |    | L'aube de Hagen                                |           |
| 50  |    | Le forgeron Mime                               |           |
| 51  |    | Mime l'obstiné                                 |           |
| 52  |    | Siegfried forge                                |           |
| 53  |    | La force de Siegfried                          |           |
| 54  |    | Les vassaux de Hagen                           |           |
| 55  |    | L'audace de Siegfried                          |           |
| 56  |    | La liberté de Siegfried                        |           |
| 56a |    |                                                |           |
| 57  |    | Fafner                                         |           |
| 58  |    | La force des géants                            |           |
| 59  |    | L'autorité des géants                          |           |
| 60  | 35 | Hunding                                        |           |
| 61  |    | Hagen                                          |           |
| 61a |    | Hagen (autre version)                          |           |
| 62  |    | La mort                                        |           |
| 63  |    | Le Valhalla                                    |           |
| 64  | 3  | L'Arc en ciel                                  |           |
| 65  |    | L'acte héroique de Siegfried                   |           |
| 66  |    | Le destin tragique des Volsung                 |           |
| 67  |    | Gunther comme héro                             |           |
| 68  |    | Le malheur ou le chagrin                       |           |
| 68a |    |                                                |           |
| 68b |    |                                                |           |
| 69  |    | L'agitation                                    |           |
| 69a |    |                                                |           |
| 70  |    | Wotan frustré                                  |           |
| 71  |    | Mime frustré                                   |           |
| 72  |    | La complainte de Mime                          |           |
| 73  |    | La lance de Wotan                              |           |
| 74  |    | La tempête                                     |           |
| 75  |    | Le complot                                     |           |
| 76  | 24 | Le Renoncement à l'amour                       |           |
| 76a |    |                                                |           |
| 76b |    |                                                |           |
| 77  |    |                                                |           |
| 78  |    | L’héroïsme de Siegfried                        |           |
| 79  |    | Le destin accepté                              |           |
| 80  |    | La dévotion                                    |           |
| 81  |    | Le chagrin accepté                             |           |
| 82  |    | Le chagrin de Wotan                            |           |
| 83  |    | L'abandon                                      |           |
| 84  |    | La puissance du destin                         |           |
| 85  |    | Le destin inévitable                           |           |
| 86  |    | Le chant d'amour de Siegmund                   |           |
| 87  |    | L'amour de Brunehilde                          |           |
| 87a |    |                                                |           |
| 88  |    | Brunehilde                                     |           |
| 89  |    | L'amour de Siegfried                           |           |
| 90  |    | L'amour comme accomplissement                  |           |
| 90a |    |                                                |           |
| 90b |    |                                                |           |
| 90c |    |                                                |           |
| 91  |    | La transformation                              |           |
| 91a |    |                                                |           |